# Abbaye de Klosterneuburg
L'abbaye de Klosterneuburg ou abbaye de Closterneubourg (Stift Klosterneuburg) est une abbaye de chanoines augustins située à Klosterneuburg en Basse-Autriche au nord de Vienne.

## Histoire
L'abbaye a été fondée en 1114 par saint Léopold (Léopold III d'Autriche), saint patron de l'Autriche et son épouse Agnès d'Allemagne (1072-1143). L'abbaye devient une abbaye augustinienne en 1133. Cette abbaye est donc l'une des plus anciennes d'Autriche, ses domaines s'étendent jusqu'aux abords de la banlieue nord-ouest de la capitale autrichienne.
Ses bâtiments, dont la plus grande partie a été reconstruite entre 1730 et 1834, dominent le Danube. Les bâtiments monastiques sont extrêmement imposants, surtout l'aile de l'empereur du XVIIIe siècle, laquelle ne représente qu'un quart de la construction imaginée sur le modèle des monastères-palais (cf. L'Escorial, en Espagne, ou Mafra, au Portugal). L'église abbatiale, construite en 1318, contient le tombeau de saint Léopold et l'autel de Nicolas de Verdun, chef-d'œuvre du Moyen Âge de style mosan. L'intérieur est de style baroque tardif et rococo, d'une exubérance rarement atteinte, notamment avec les fresques de Johann Michael Rottmayr. Les tours ont été reconstruites en 1880 dans le style néo-gothique par l'architecte viennois Friedrich von Schmidt.
Le trésor de l'abbaye se visite, on peut y distinguer la couronne archiducale (Erzherzogshut) et nombre de reliques.
La bibliothèque de l'abbaye contient 30 000 volumes, dont de nombreux manuscrits anciens. Le cellier à vin est relié à un long tunnel ressemblant à celui du château d'Heidelberg en Allemagne.

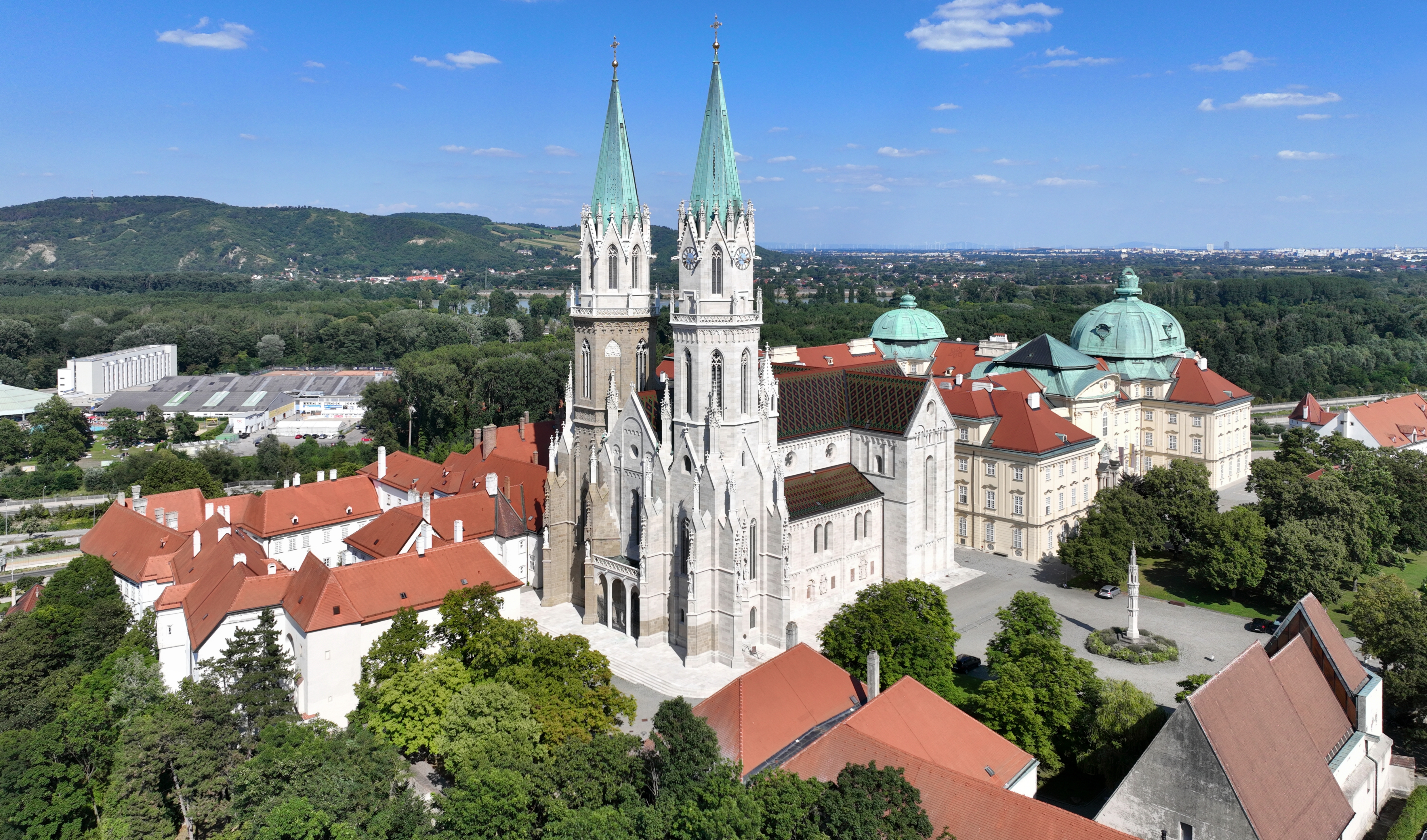
Vue aérienne de l'abbaye de Klosterneuburg
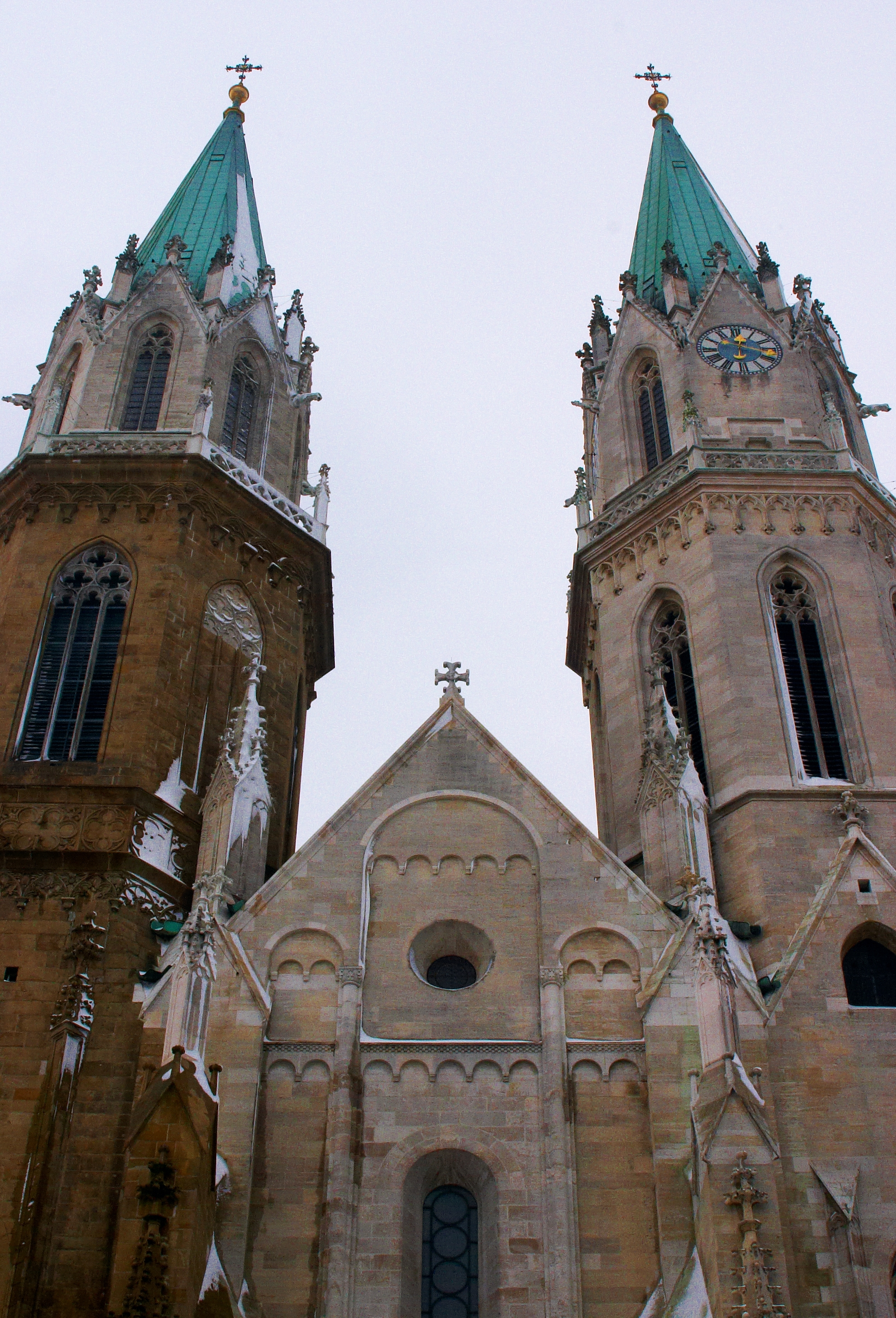
Les tours de l'église.
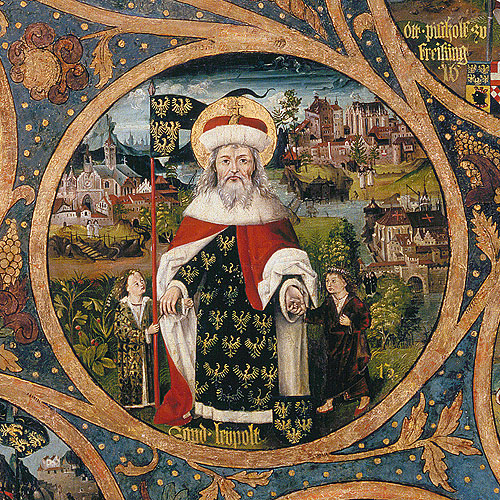
Miniature de saint Léopold, Trésor de l'Abbaye de Klosterneuburg.
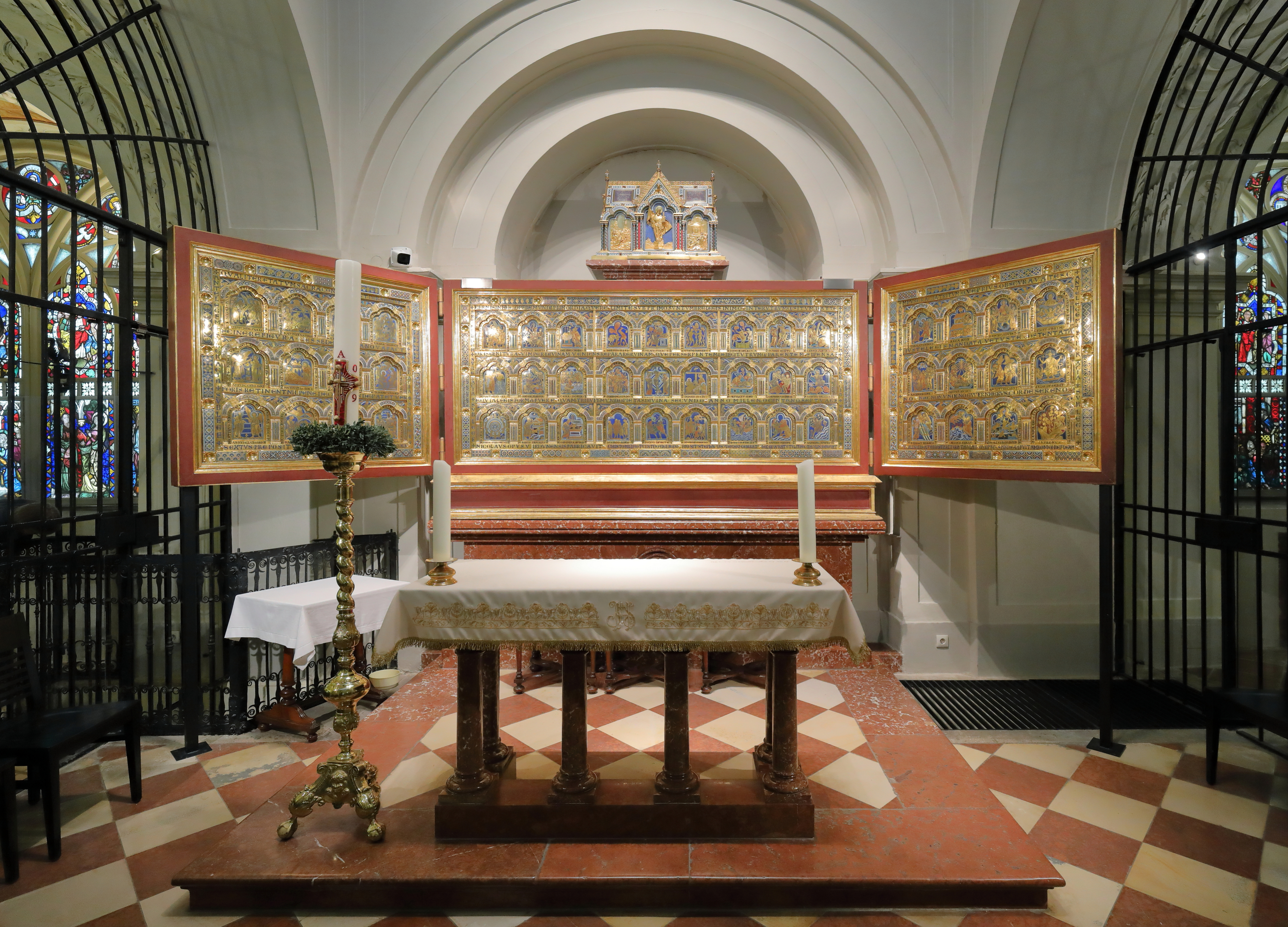
L'autel de Nicolas de Verdun.
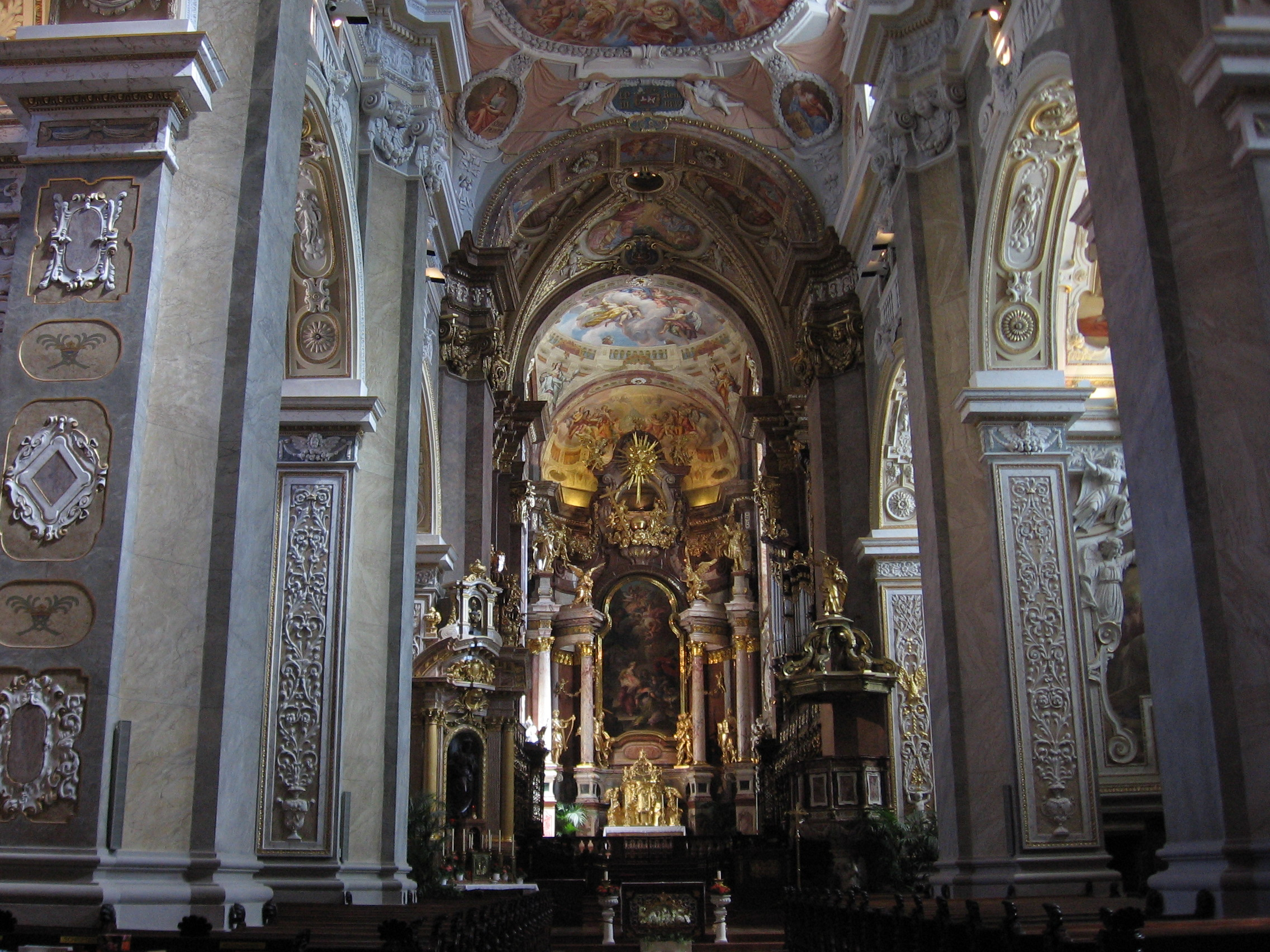
Intérieur de l'église abbatiale.
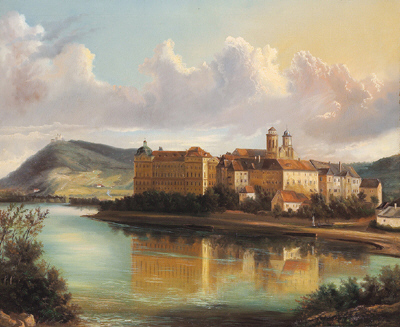
Johann Wilhelm Jankowsky (1825-1870), Vue de l'abbaye, milieu du XIXe siècle.
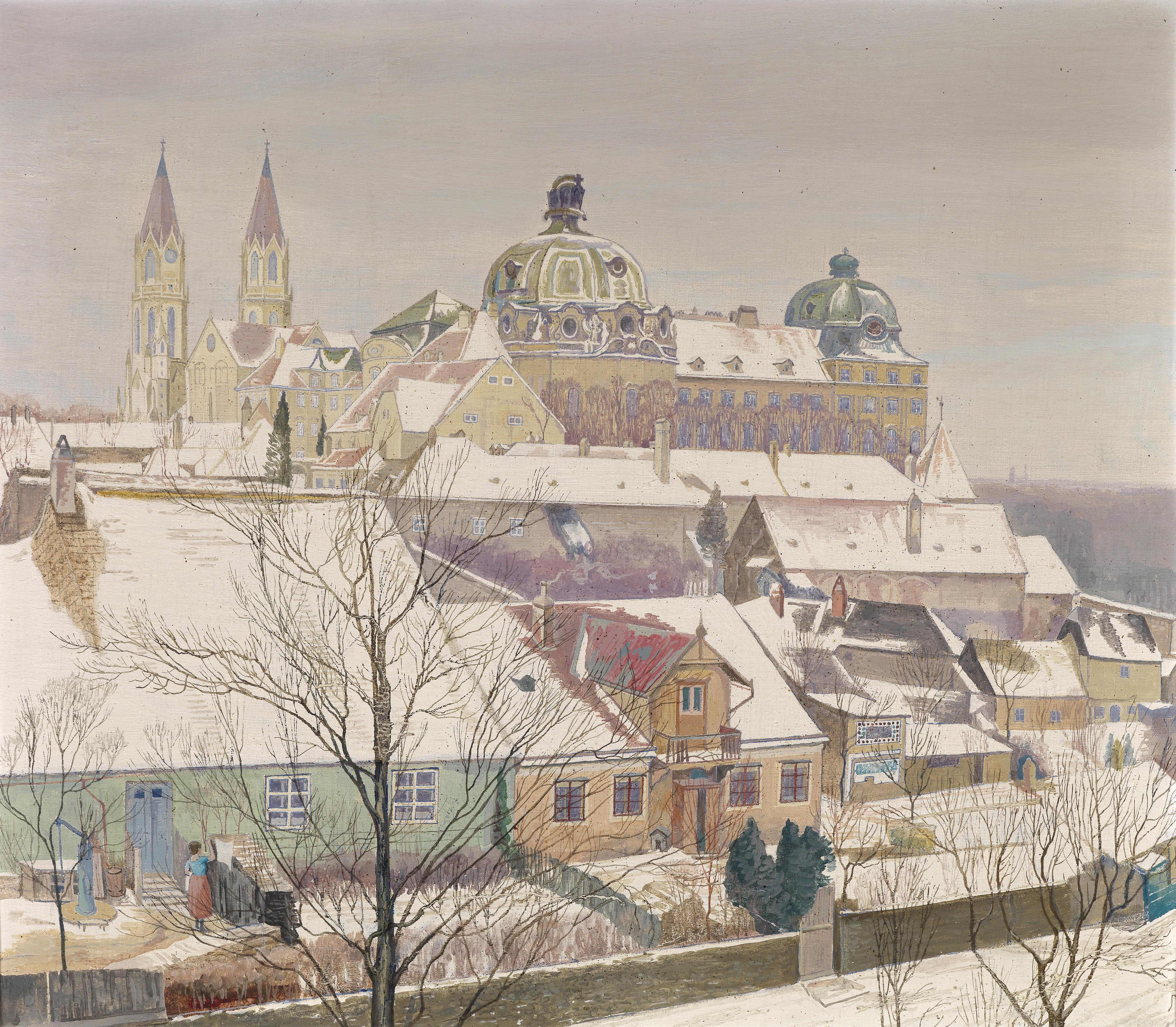
Max Kahrer, Vue de l'abbaye de Klosterneuburg en hiver, 1924.

## Lieu de tournage
En 2017, une équipe de l'émission Secrets d'Histoire a tourné plusieurs séquences à l'abbaye dans le cadre d'un numéro consacré à Marie-Thérèse d'Autriche, intitulé Marie-Thérèse, l'envahissante impératrice d'Autriche, diffusé le 6 juillet 2017 sur France 2.